# ديوس إكس: السقوط
ديوس إكس: السقوط هي لعبة فيديو أكشن تقمص أدوار تم تطويرها بواسطة N-Fusion Interactive تحت إشراف إيدوس مونتريال. وهي تتبع سلسلة ديوس إكس، وتم نشرها بواسطة سكوير إنكس لنظام آي أو إس في عام 2013. وتم إصدار إصدارات أندرويد وويندوز في عام 2014. تجمع طريقة اللعب بين عناصر التصويب من منظور الشخص الأول والتخفي ولعب الأدوار، وتتميز بالاستكشاف والقتال في مدينة بنما والمهام التي تمنح الخبرة وتسمح بتخصيص قدرات الشخصية الرئيسية.
تدور أحداث لعبة السقوط في عالم سايبربانك في المستقبل القريب حيث يسعى المتنورون السريون إلى فرض سيطرتهم على العالم، بينما تحث الثورة التكنولوجية على تطوير أعضاء صناعية متقدمة يطلق عليها اسم «التعزيزات». وتدور أحداث القصة بعد قصة لعبة ديوس إكس: تأثير إيكاروس ولكن خلال أحداث ديوس إكس: الثورة الإنسانية، تتبع القصة الهاربين بن ساكسون وآنا كيلسو وهم يختبئون من قوى المتنورين. إلا أن القصة تظل غير مكتملة.
بدأ تطوير اللعبة في عام 2012 واستمر اثني عشر شهراً. ويتراوح عدد الفريق بين اثني عشر وخمسة عشر شخصًا، كما استعان الفريق أيضًا بموظفين من هيومان ريفوليوشن لضمان الاتساق بين المنتجين. واستخدم الفريق أصولاً من هيومان ريفوليوشن كمراجع لإنشاء بيئات اللعبة، وقام مايكل ماكان بتأليف مسارات جديدة للعبة. كان استقبال نسخة الهاتف المحمول مزيجاً بين التأييد والمعارضة، لكن العديد من النقاد أشادوا بها كمحاولة مفيدة لبرمجة ديوس إكس إلى تنسيق الهاتف المحمول، وشهدت نسخة ويندوز ردوداً سلبية من النقاد بسبب المشكلات الفنية والرقابية بها.

## اللعب
ديوس إكس: السقوط هي لعبة تقمّص أدوار مع آلية تصويب من منظور الشخص الأول ولعبة تسلل من الآليات. يلعب اللاعبون دور بن ساكسون، وهو رجل مجهز بزرع ميكانيكي إلكتروني يسمى Augmentations. يتنقل اللاعبون في بيئات اللعبة من منظور الشخص الأول، على الرغم من أن بعض الإجراءات تتحول إلى منظور الشخص الثالث. في هذه البيئات، يمكن للاعبين القيام بإجراءات سياقية مثل تسلق السلالم، واستخدام الغطاء، والتحدث مع الشخصيات غير القابلة للعب التي من شأنها تعزيز مهمة القصة الرئيسية وتقديم أسئلة جانبية اختيارية. وبإكمال المهام، جنبًا إلى جنب مع الإجراءات الأخرى مثل القتال مع الأعداء والتفاعل البيئي، يمنح نقاط الخبرة.
هناك مجموعة متنوعة من الطرق للتعامل مع مواقف اللعبة: يمكن للاعبين استخدام نهج عنيف وإطلاق النار عبر البيئات أثناء استخدام الغطاء للاختباء من نيران العدو. وبالتناوب، يمكن لساكسون التهرب وتجنب الحراس وأجهزة الأمن باستخدام الغطاء لتجنب خطوط رؤية العدو. يمكن لساكسون التنقل بين عناصر الغطاء والتوجيه حول الزوايا مع البقاء مختبئًا عن الحراس وأجهزة الأمن. يوفر نظام إزالة المشاجرات خيارات قاتلة وغير قاتلة، بالإضافة إلى مجموعة متنوعة من الأسلحة الفتاكة وغير الفتاكة.
تعتبر التعزيزات جزء أساسي من قدرات ساكسون، والتي يمكن الحصول عليها وترقيتها باستخدام أطقم براكسيز إما التي يتم شراؤها من بائعين خاصين، أو التي تكون موجودة في بيئات اللعبة، أو التي يتم فتحها تلقائياً عن طريق جمع ما يكفي من الخبرة. تغطي التعزيزات أجزاء مختلفة من الجسم، من الرأس إلى الأطراف والجذع، وتتراوح من التعزيزات السلبية مثل ترقيات القرصنة وخيارات الحوار الموسعة مع الشخصيات غير القابلة للعب، إلى الترقيات النشطة التي توسع خيارات القتال وقدرات الحركة.
أثناء الاستكشاف، يمكن لساكسون العثور على إشارات القصة والمعلومات الإضافية حول العالم من خلال الأجهزة المحمولة وأجهزة الكمبيوتر. يتطلب الوصول إلى أجهزة الكمبيوتر ووحدات التحكم الطرفية داخل اللعبة بدون رمز مرور من اللاعبين إكمال لعبة قرصنة صغيرة. يتم شراء الأسلحة والذخيرة والعناصر مثل أطقم براكسيز مباشرةً من خلال المخزون باستخدام الائتمانات. تتضمن اللعبة معاملات صغيرة تتيح للاعبين إنفاق أموال حقيقية على الائتمانات لشراء العناصر والذخيرة. يمكن أيضاً العثور على الاعتمادات أثناء استكشاف اللعبة، لكن تمت إزالة المعاملات الدقيقة لمنفذ ويندوز.

## روابط خارجية
- الموقع الرسمي